# Hiroshi Sowa
Hiroshi Sowa (jap. 楚輪 博, Sowa Hiroshi; * 1. Mai 1956 in der Präfektur Hiroshima) ist ein ehemaliger japanischer Fußballspieler und -trainer.

## Karriere
Sowa erlernte das Fußballspielen in der Schulmannschaft der Hiroshima Technical High School und der Universitätsmannschaft der Hōsei-Universität. Seinen ersten Vertrag unterschrieb er 1979 bei Yammer Diesel. Der Verein spielte in der höchsten Liga des Landes, der Japan Soccer League. Mit dem Verein wurde er 1980 japanischer Meister. 1983 und 1984 gewann er mit dem Verein den JSL Cup. Für den Verein absolvierte er 191 Erstligaspiele. Ende 1990 beendete er seine Karriere als Fußballspieler.

## Erfolge
Yammer Diesel
- Japan Soccer League

Meister: 1980
- JSL Cup

Sieger: 1983, 1984
Finalist: 1982
- Kaiserpokal

Finalist: 1983